# بداهه‌پردازی
بدیهه‌سازی یا بداهه‌پردازی (به ایتالیایی: Improvvisazione) ایجاد آثار هنری در حین اجرای آن و بدون تمرین یا برنامه‌ریزی قبلی است. بداهه‌نوازی در شعر، موسیقی، رقص، تئاتر و... کاربرد دارد.

## بداهه‌نوازی در موسیقی
بداهه‌ نوازی عمل نواختن درجا، اتفاقی و ناگهانی یک قطعه موسیقی بدون تنظیم قبلی است.

### بداهه ‌نوازی در موسیقی ایرانی:
اجرای موسیقی ایرانی به ‌ویژه در تک ‌نوازی و آواز معمولاً همراه با بداهه ‌نوازی و بداهه‌ خوانی است.
اگر نوازنده یا خواننده از اجرای ردیف و نغمه‌های معروف جدا شود و در مایه‌ای که مناسب سیر آهنگ است قطعه‌ای بنوازد یا بخواند، بداهه ‌نوازی یا بداهه‌ خوانی کرده‌ است. به ‌ویژه از آنجا که موسیقی سنتی ایران به صورت خواندن از روی نت (موسیقی) اجرا نمی‌شود، معمولاً مستلزم بداهه‌ نوازی است. بداهه نوازی از نوع خاص تربیت موزیسین‌های ایرانی که مبنی بر حفظ قطعات و نه اجرای یکباره آن‌ها از روی نت است ناشی می‌شود. بداهه نواز، باید به تعداد کافی نغمه، جمله و ریتم در ذهن داشته باشد تا بتواند با استفاده از این جملات و به کمک خلاقیت و ذوق شخصی خویش به تصنیف هم‌ زمان با اجرا بپردازد. بداهه نوازی یکی از نقاط قوت موزیسین‌های ایرانی محسوب می‌شود و در آثار برخی از موسیقیدان‌های ایرانی فراوان دیده می‌شود. لازم است ذکر شود که در هنر بداهه نوازی محیط و حال و هوای نوازنده نقش بسزایی دارد. درهنگام بداهه نوازی فرد نوازنده باید در آرامش باشد؛ و برای بداهه نوازی باید محیط پیرامون بداهه نواز آرام و به ‌دور از هیاهو و اضطراب باشد.

## بداهه در تئاتر

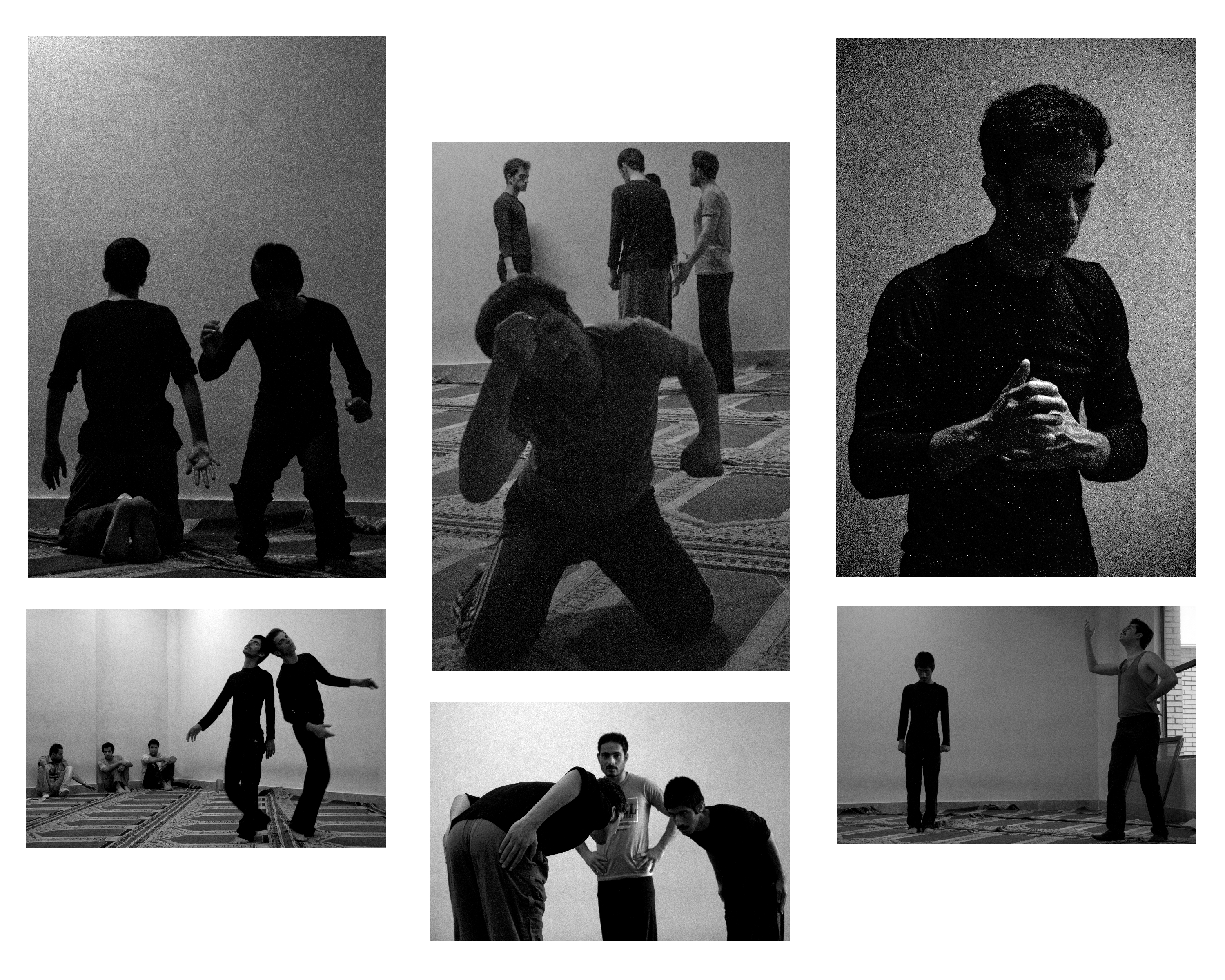
بازیگران تئاتر در حال بداهه پردازی و طراحی رقص

بداهه پردازی به هرگونه اجرای نمایشی بدون فیلمنامه یا نمایشنامه گفته می شود که به طور خودجوش توسط بازیگران اجرا می شود. بداهه پردازی (یا Improv) از آغاز تئاتر وجود داشته است، اما به ستون اصلی فرم های تئاتری اروپایی مثل کمدیا دل آرته تبدیل شد . کمدیا دل آرته نوعی اجرای کمدی است که در آن بازیگران با نقاب شخصیت‌ها و سناریوهای از پیش تعیین‌شده ای را می‌گیرند ولی دیالوگ‌ها و کنش‌های اجرا را به صورت بداهه اجرا می‌کنند.
در دوران مدرن، کمدی بداهه به شکل هنری خاص خود که در تئاترهای منحصراً بداهه پردازانه اجرا می شود، توسعه پیدا کرد. بسیاری از بازیگران موفق سینما و استندآپ کمدین ها ، سابقه بداهه پردازی دارند و عناصر بداهه پردازانه‌ای را به اجراهای خود اضافه می‌کنند. بداهه پردازی چند قاعده اصلی دارد، خصوصاً مفهوم “پذیرش “، که نشانه بارز این است که یک بداهه پرداز خوب باید در مواجهه با اجرای هم بازی خود در صحنه چطور واکنش نشان دهد. یک بداهه پرداز خوب به جای نه گفتن و انکار انتخاب همبازی خود، همیشه آنچه او در صحنه اجرا کرده را می پذیرد و با همان پیش می‌رود.

### انواع بداهه‌پردازی در تئاتر:
- هارولد: یکی از ساختارهای اصلی بداهه پردازی به اسم “هارولد” شناخته می شود. هارولد یک ساختار قدیمی بداهه پردازی است که در آن صحنه ها و ضرب ها توسط بازیگران بر اساس پیشنهادات تماشاگران بداهه پردازی شده و شکل می گیرد. در سرتاسر هارولد، بازیگران بداهه پرداز ، یک «قطعه» چند صحنه ای بر اساس یک پروسه از پیش تعیین شده ای از بازی ها و مونولوگ های مختلف می سازند.

- بداهه موزیکال: بداهه پردازی موزیکال یعنی در نظر گرفتن قوانین و ساختار عادی یک نمایش بداهه و گنجاندن عناصر موسیقی در آن. گروه‌های بداهه موزیکال عموماً یک هم‌نواز دارند که صحنه‌های آن‌ها را می‌نوازند و در کنار بازیگران بداهه آهنگ‌ها را بداهه نوازی می‌کنند.

- بداهه‌ دراماتیک: بداهه‌ پردازی دراماتیک بیشتر از همان قوانین کمدی پیروی می‌کند و تنها تفاوت آن لحن اجراست. گروه‌های بداهه دراماتیک سعی می‌کنند در کار خود اصالت و کشمکش های احساسی ایجاد کنند و نسبت به همتایان کمدی خود با موضوعات سنگین‌تری سروکار دارند. اجرای صحنه‌های بداهه دراماتیک بسیار حقیقی تر از بداهه‌ پردازی کمدی است و معمولاً زندگی روزمره و روابط را کندوکاو می‌کند.

- بداهه پردازی های کوتاه: سبکی است که بر پایه بازی های بداهه ایجاد شده است. بازی های کوتاه اغلب برای گرم کردن در کلاس های بازیگری یا باز کردن سر صحبت برای گروه های غیر نمایشی استفاده می شود. بداهه کوتاه در سریال تلویزیونی نمایشی «Whose Line Is It Anyway?» در مقابل تماشاگران اجرا می شود. این سریال مبتنی بر این شکل از بداهه پردازی است.[۲]